# (26170) Kazuhiko
(26170) Kazuhiko est un astéroïde de la ceinture principale.

## Description
(26170) Kazuhiko est un astéroïde de la ceinture principale. Il fut découvert le 24 janvier 1996 à Ojima par Tsuneo Niijima. Il présente une orbite caractérisée par un demi-grand axe de 2,60 UA, une excentricité de 0,04 et une inclinaison de 8,3° par rapport à l'écliptique.

## Compléments